# Rob Van Dam

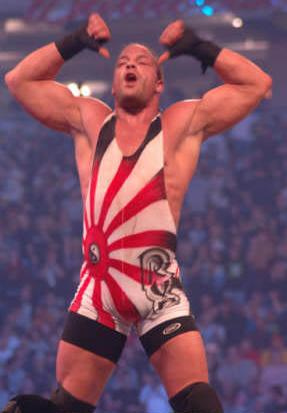
Rob Van Dam, 2008

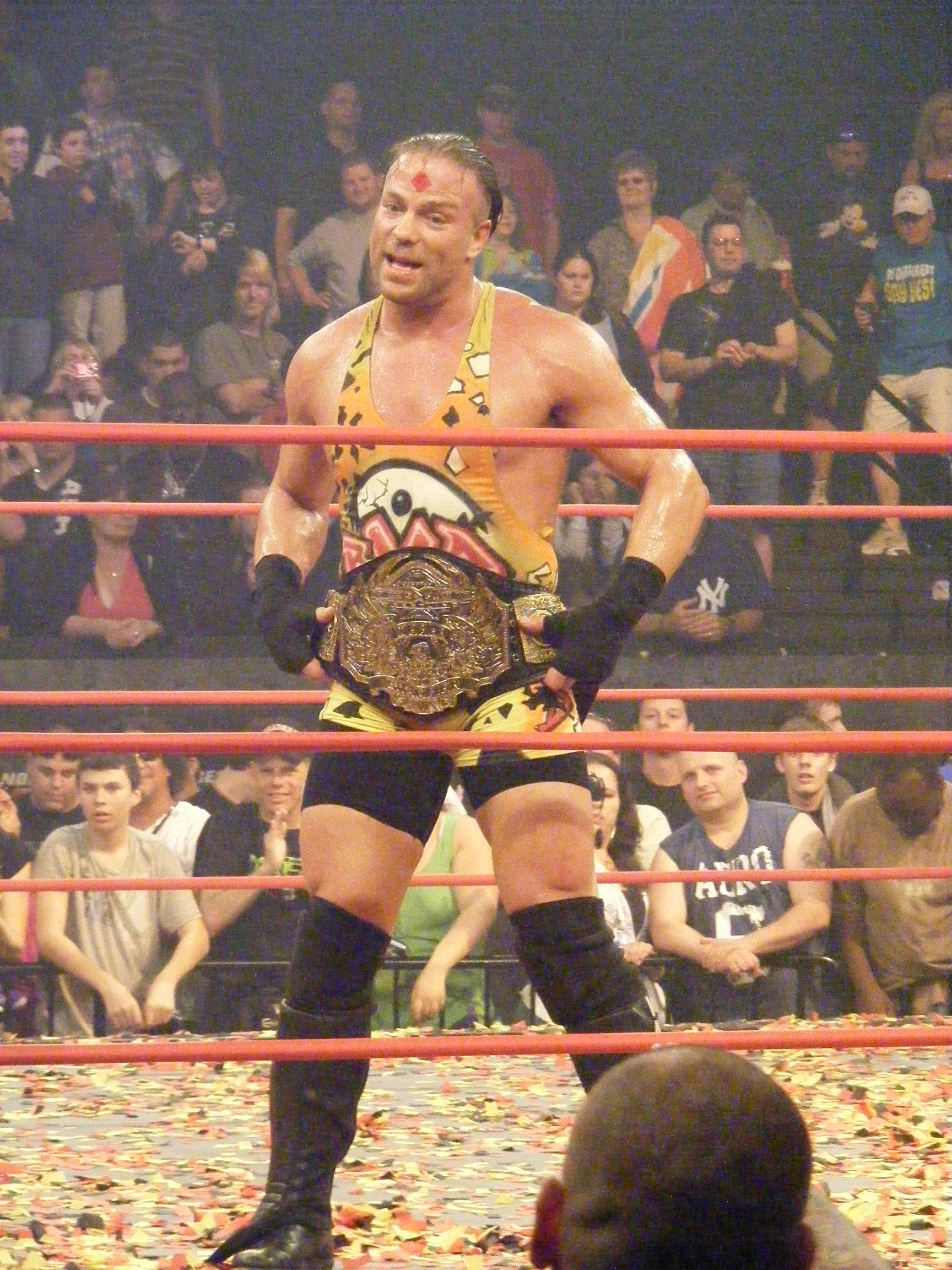
TNA nehézsúlyú világbajnok, 2010

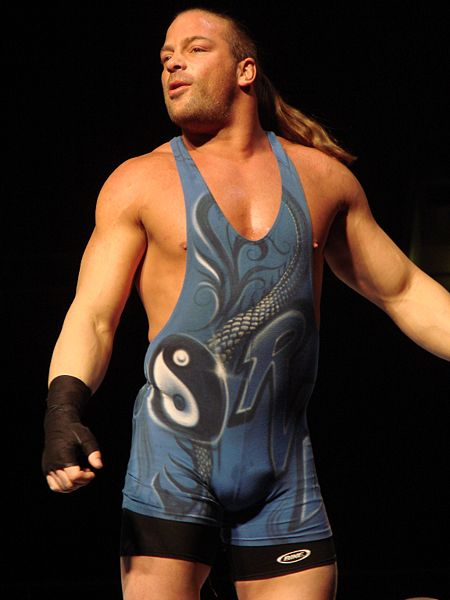
RVD 2007-ben

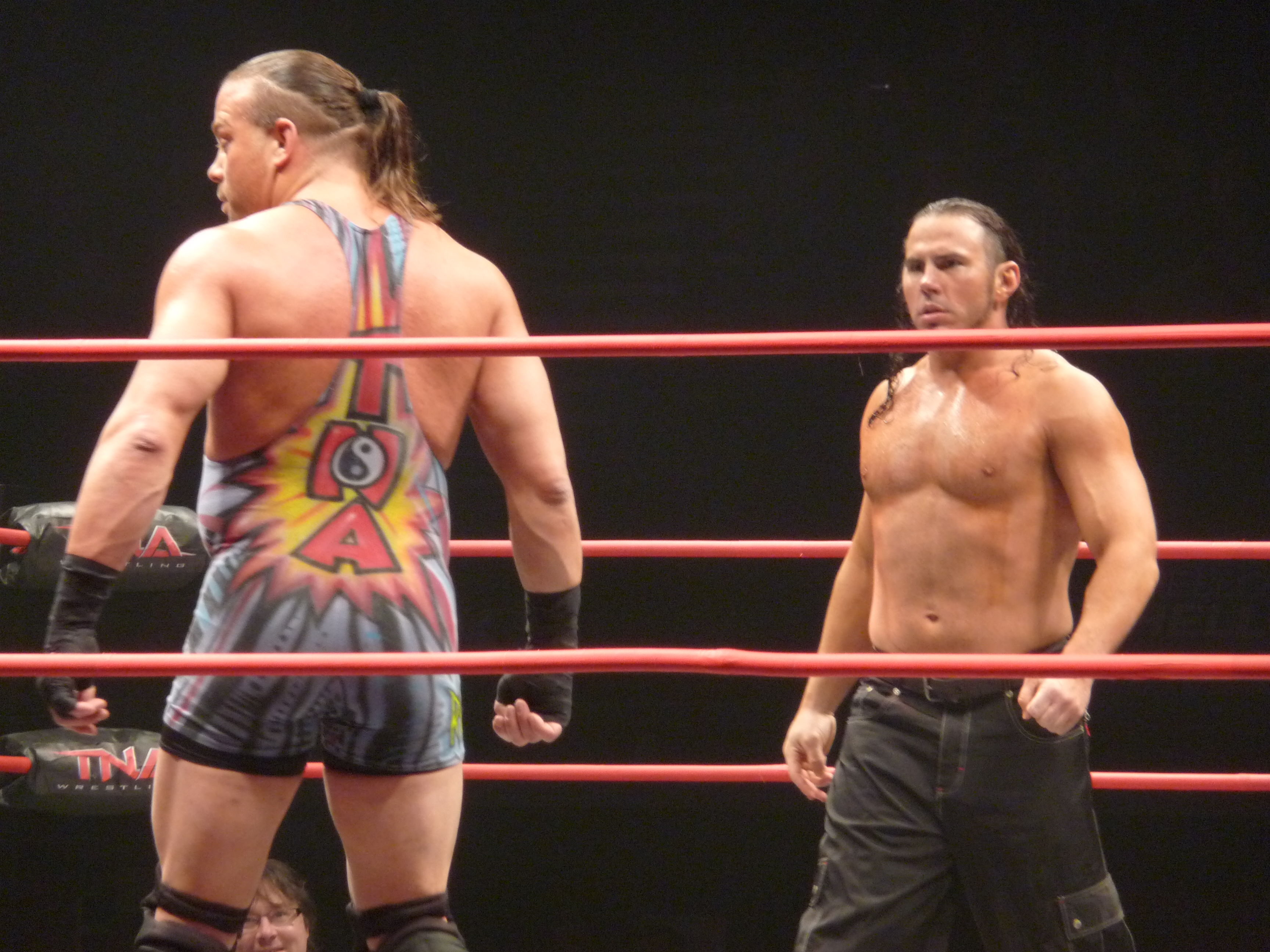
Matt Hardy vs RVD, 2011

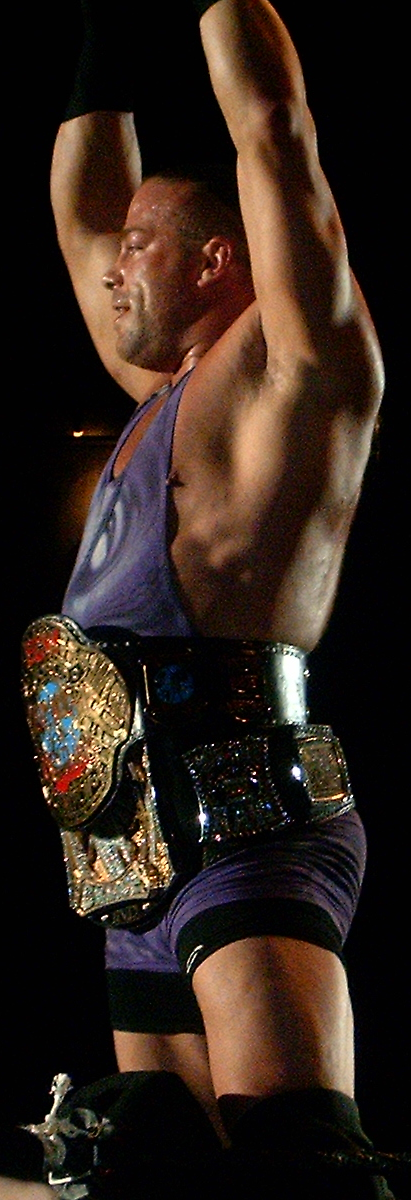
WWE és ECW bajnok, 2007

Robert Alex "Rob" Szatkowski, ismertebb nevén Rob Van Dam (RVD) (1970. december 18. –) amerikai pankrátor és színész. Az Extreme Championship Wrestling (ECW)-nél az 1990-es években, a World Wrestling Federation/World Wrestling Entertainment (WWF/E)-ben a 2000-es években, míg a Total Nonstop Action Wrestling (TNA)-nél a 2010-es években tevékenykedett. Az ECW-ben, a WWF/E-ben és TNA-ban összesen 21db bajnoki övet nyert meg. RVD ezen kívül WWE Triple Crown bajnoknak és WWE Grand Slam bajnoknak tudhatja magát; 2006-ban pedig megnyerte a Money in the Bank-ot.
1998-ban megszerezte az ECW Television világbajnoki címet, melyet kereken 700 napig birtokolt, s ezzel egy rekordot állított fel. Van Dam ötszörös Tag Team bajnok (két ECW, két WWE Tag Team világ, és egy WWE Tag Team); valamint hatszoros interkontinentális bajnok. Ő volt az utolsó tulajdonosa a WWE Hardcore bajnoki címnek, valamint utolsó birtokosa a WWE Európa bajnoki címnek. 2001-ben, majd 2002-ben is megszavazták az év legnépszerűbb pankrátorának; a WWE pedig a legnagyobb sztárnak nevezte őt az ECW történelmében.

## Profi pankrátor karrier
Szatkowski Michigan államban, Battle Creek városában nőtt fel, majd a Pennfield Senior High School-on fejezte be a tanulmányait A "Rob Van Dam" nevet 1991-ben Ron Slinker adta neki, valószínűleg azért, mert Rob harcművészeti tapasztalata és kinézete nagyon hasonlított a színészhez, Jean-Claude Van Damme-hoz. RVD a United States Wrestling Association (USWA)-nál és a South Atlantic Pro Wrestling (SAPW)-nél kezdte meg birkózó karrierjét, majd 1992 júliusában Chaz Rocco-val megnyerte a SAPW Tag Team bajnoki címet. 
1996 januárjában Van Dam aláírt egy szerződést az Extreme Championship Wrestling (ECW)-el, majd egy House Party-n debütált, ahol legyőzte Axl Rotten-t. Ezt követően az ECW Television világbajnoki címért küzdött 2 Cold Scorpio ellen, de nem sikerült elvenni tőle az övet. Ezután hosszú ideig tartó viszályba került Sabu-val, akivel számtalanszor összecsapott. Következő viszálya Doug Furnas és Dan Kroffat ellen volt, emiatt pedig kénytelen volt régi riválisával, Sabu-val összefogni ellenük. Van Dam 1998. április 4-én legyőzte Bam Bam Bigelow-t, így megnyerte az ECW Television világbajnoki címet. Eközben a Sabu-val alkotott duó annyira sikeres lett, hogy 1998 őszén kétszer is megnyerték az ECW Tag Team világbajnoki címet; ám mindkét alkalommal a The Dudley Boyz csapat elvette tőlük. 
A Tag Team öv elvesztése után RVD az ECW Television világbajnoki övre koncentrált. Számtalan pankrátor ellen megvédte (2 Cold Scorpio, Lance Storm, Jerry Lynn, Balls Mahoney, Spike Dudley, Rhino), így ezt az övet kereken 700 napig birtokolta, s ezzel egy rekordot állított fel. 2000 januárjában egykori csapattársa, Sabu ellen is megvédte; de január 29-én egy Rhino elleni meccsen bokasérülést szenvedett, így kénytelen volt lemondani a bajnoki címről. 2000 májusában a "Hardcore Heaven" rendezvényen tért vissza, ahol szembeszállt Jerry Lynn-el. Később Scotty Anton-al keveredett viszályba; majd Rhino ellen is revansot akart venni, aki miatt lesérült. Több címmeccset vívott Rhino-val, ám az ECW Tag Team világbajnoki övet nem tudta visszaszerezni. Utolsó meccse ez ECW-ben a "Guilty as Charged" gálán volt, ahol legyőzte Jerry Lynn-t. 
Több hónappal később Van Dam aláírt a World Wrestling Federation (WWF)-el egy szerződést, majd 2001. július 9-én debütált a RAW-on. Van Dam népszerű volt a WWF rajongók körében is, hiszen tisztában voltak az ECW-ben nyújtott teljesítményéről. Július 22-én Jeff Hardy legyőzésével meg is nyerte első WWF címét, a Hardcore bajnoki övet. Hardy augusztusban visszavette tőle, de RVD a SummerSlam-en ismét legyőzte őt. Decemberben The Undertaker ellen elvesztette a Hardcore övet, majd William Regal ellen kezdett el rivalizálni. 2002-ben a WrestleMania X8-on legyőzte őt, így ő lett az új interkontinentális bajnok. Április végén Eddie Guerrero elvette tőle az övet, ám májusban RVD visszaszerezte.
Július 22-én megnyerte a WWE Európa bajnoki címet is, ám Chris Benoit nem sokkal később megfosztotta őt az interkontinentális övtől. Van Dam ezt követően a nehézsúlyú világbajnokot, Triple H-t vette célkeresztbe, ám nem sikerült elvennie tőle az övet. 2003-ban Kane-nel alkotott egy közös csapatot, melynek meg is lett az eredménye: március 31-én legyőzték Chief Morley és Lance Storm duóját, így ők lettek az új Tag Team világbajnokok. 76 napos uralkodásuknak La Résistance (René Duprée és Sylvain Grenier) csapata vetett véget. Az öv elvesztése után összetűzésbe kerültek egymással; Kane többször beavatkozott RVD meccseibe. 
Szeptember 29-én Christian legyőzésével megnyerte negyedszerre is az interkontinentális övet, ám Chris Jericho októberben elvette tőle. Ezt követően Randy Orton-al rivalizált, majd összeállt Booker T-vel, és megnyerték a Tag Team világbajnoki címet. A cím elvesztése után Rey Mysterio lett a következő csapattársa, majd ők lettek az új WWE Tag Team bajnokok. 2005 januárjában Van Dam térdsérülést szenvedett, így több hónapos pihenőre kényszerült. 2006-ban Shelton Benjamin-al rivalizált, majd júniusban John Cena legyőzésével megnyerte a WWE bajnoki címet. Nem sokkal később az ECW nehézsúlyú bajnoki címet így megnyerte, így egyszerre két öv birtokosa volt. Rob Van Dam később csatlakozott az ECW Originals (Sabu, Tommy Dreamer, és The Sandman) csapatához. 
2007-ben lejárt a szerződése, majd különböző szervezetekhez került: Nu-Wrestling Evolution (NWE), Inoki Genome Federation (IGF), American Wrestling Rampage (AWR), World Stars of Wrestling (WSW). 2010. március 8-án debütált a Total Nonstop Action Wrestling (TNA)-nél, majd legyőzte Sting-et. Később összeállt Jeff Hardy-val, majd különböző tag team meccseket vívtak. 2010. április 19-én A.J. Styles legyőzésével megnyerte a TNA nehézsúlyú világbajnoki címet. 113 nap után a -történet szerint- sérülést szenvedett, így elbukta az övet. Szeptemberben tért vissza, majd először Abyss-el, később pedig Rhino-val került összetűzésbe. 2011 januárjában más TNA birkózókkal Van Dam Japánba utazott, hogy részt vegyen a New Japan Pro Wrestling (NJPW) egyik eseményén. Amerikába való visszatérése után Matt Hardy-val, majd ismét Sting-el és Jerry Lynn-el keveredett viszályba. 2012 októberében legyőzte Zema Ion-t a "Bound for Glory" eseményen, így ő lett a TNA X Division bajnok. 
137 napos uralkodásának Kenny King véget vetett, majd 2013 márciusában le is járt a szerződése a TNA-nál. Ezután visszatért a WWE-be, ahol 2013 júniusában debütált a Money in the Bank-on. Van Dam hatalmas ovációt kapott, amikor visszatért. Alberto Del Rio-val alakult ki egy hosszabb viszálya, melynek eredményeképp a Night of Champions-on és a Battleground-on is összecsaptak. Kis kihagyást követően 2014 áprilisában tért vissza, és összecsapott Cesaro-val, Jack Swagger-el, és persze Del Rio-val is. Júliusban egy "Main Event"-en ismét lesérült, mely több hetes kihagyást eredményezett. 2015-ben fellépett a House of Hardcore-en, majd átment a Legends of Wrestling-hez.

## Eredményei
All Star Wrestling
- ASW North American Heavyweight Championship (1x)

American Wrestling Rampage
- AWR Heavyweight Championship (1x)
- AWR No Limits Championship (1x)

Extreme Championship Wrestling
- ECW World Tag Team Championship (2x) – Csapattársa: Sabu
- ECW World Television Championship (1x)

International Wrestling Federation 
- IWF Television Championship (1x)

National Wrestling Council
- NWC Tag Team Championship (1x) – Csapattársa: Bobby Bradley

Peach State Wrestling
- PSW Cordele City Heavyweight Championship (2x)

Pro Wrestling Illustrated
- Az év visszatérése (2001, 2010)
- Az év legnépszerűbb pankrátora (2001, 2002)
- PWI közönség rangsor szerint az 1. helyet érte el az 500-ból. (2002)

South Atlantic Pro Wrestling
- SAPW Tag Team Championship (1x) – Csapattársa: Chaz Rocco

Total Nonstop Action Wrestling
- TNA World Heavyweight Championship (1x)
- TNA X Division Championship (1x)

World Wrestling Federation/World Wrestling Entertainment
- WWE Championship (1x)
  - 2006.06.11.: Legyőzte John Cena-t az ECW One Night Stand-on.
- ECW World Heavyweight Championship (1x)
  - 2006.06.13.: ECW Brand újjáélesztése gyanánt Paul Heyman-től kapta meg az ECW-ben.
- WWF/E Intercontinental Championship (6x)
  - 2002.03.17.: Legyőzte William Regal-t a WrestleMania X8-on.
  - 2002.05.27.: Legyőzte Eddie Guerrero-t a RAW-on.
  - 2002.08.25.: Legyőzte Chris Benoit-ot a SummerSlam-en.
  - 2003.09.29.: Legyőzte Christian-t a RAW-on.
  - 2003.10.27.: Legyőzte Chris Jericho-t a RAW-on.
  - 2006.04.30.: Legyőzte Shelton Benjamin-t a Backlash-en.
- WWF/E Hardcore Championship (4x)
  - 2001.07.22.: Legyőzte Jeff Hardy-t az Invasion-on.
  - 2001.08.19.: Legyőzte Jeff Hardy-t a SummerSlam-en.
  - 2001.09.10.: Legyőzte Kurt Angle-t a Raw is War-on.
  - 2002.08.26.: Legyőzte Tommy Dreamer-t a RAW-on.
- WWE European Championship (1x)
  - 2002.07.22.: Legyőzte Jeff Hardy-t a RAW-on.
- WWE Tag Team Championship (1x) – Csapattársa: Rey Mysterio
- World Tag Team Championship (2x) – Csapattársai: Kane (1) és Booker T (1)
- Money in the Bank győzelem (2006)
- Nyolcadik Grand Slam bajnok
- Tizenötödik Triple Crown bajnok

World Stars of Wrestling
- WSW World Championship (1x)

## Befejező mozdulatai
- Öt csillagos béka ugrás (Five Star Frog Splash)
- Coup de Grâce
- Van Daminator
- Van Terminator

## Bevonuló zenéi
- Van Halen – "Poundcake" (ECW; 1996–1997)
- Jon Spencer Blues Explosion – "Wail" (ECW; 1997)
- Harry Slash és The Slashtones – "This Is Extreme" (ECW; 1997)
- Pantera – "Walk" (ECW; 1997–1998)
- Kilgore – "Walk" (ECW; 1998–2001)
- Jim Johnston – "The Whole Dam Show" (WWF; 2001. július 9. – 2002. január 3.)
- Breaking Point – "One of a Kind" (WWF/E; 2002. január 14. – 2007. június 3.; 2007. december 10.; 2009. január 25.; 2013. július 14. – 2014. szeptember 23.)
- Jim Johnston, Booker T és Breaking Point – "Can You Dig It?" + "One of a Kind" (Booker T csapattársaként)
- Kushinator – "The Whole F'n Show!" (IGF/AWR/WSW/NJPW/TNA; 2010. március – 2013. június)

## Filmográfia
- Superfights (1995)
- Vérhold (1997)
- X akták /TV Sorozat/ 2000
- Országutak őrangyala (TV-sorozat, 2000)
- V. I. P. Több, mint testőr (TV-sorozat, 2000)
- Spy TV (TV-sorozat, 2001
- Fekete maszk 2 (2002)
- A bosszú városa (2010)
- The Confession (2015)
- Háromfejű cápa (2015)
- The Grindhouse Radio (TV-sorozat, 2015)
- Time Toys (2016)
- Sniper: Special Ops (2016)
- A Second Chance (2017)

## Magánélete
RVD lengyel származású. 1998-ban feleségül vette Sonya Szatkowskit. 2008-ban kiderült, hogy felesége rákban szenved, ám azóta teljesen felépült. RVD képzett harcművész; szülővárosában, két helyi dojo-ban tanult karate-t, taekwondo-t, aikidó-t, kendó-t, és kick-box-ot is. Ő találta fel a "Van Dam Lift" súlyemelő technikát, melyet az International All-Around Weightlifting Association (IAWA) is jóvá hagyott.

## Fordítás
Ez a szócikk részben vagy egészben  a   Rob_Van_Dam című angol Wikipédia-szócikk fordításán alapul.  Az eredeti cikk szerkesztőit annak laptörténete sorolja fel. Ez a jelzés csupán a megfogalmazás eredetét és a szerzői jogokat jelzi, nem szolgál a cikkben szereplő információk forrásmegjelöléseként.